# Manen van Pluto
Pluto heeft vijf manen:

Relatieve afmetingen van de manen van Pluto

- Charon, de grootste van de vijf manen

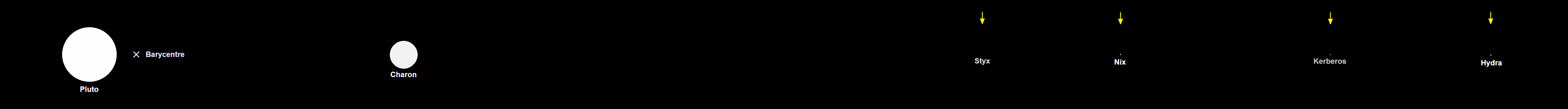
Pluto en zijn vijf bekende manen, alsmede het massazwaartepunt (Barycentre). Grootte, afstand en relatieve helderheid zijn in verhouding. De volledige details zijn alleen zichtbaar als de afbeelding volledig vertoond wordt.

- Nix
- Hydra
- Kerberos
- Styx

| Label | Naam     | Vernoemd naar                                                                         | Foto | Orbitale periode (dagen) | Orbitale resonantie (ten opzichte van Charon) | Exentriciteit | Visueel omvang (gemiddelde) | Ontdekkingsjaar |
| ----- | -------- | ------------------------------------------------------------------------------------- | ---- | ------------------------ | --------------------------------------------- | ------------- | --------------------------- | --------------- |
|       | Pluto    | Pluto, Romeinse God van de onderwereld                                                |      | 6,38723                  | 1 : 1                                         | 0,0022        | 15,1                        | 1930            |
| I     | Charon   | Charon, veerman in de Griekse mythologie                                              |      | 6,38723                  | 1 : 1                                         | 0,0022        | 16,8                        | 1978            |
| V     | Styx     | De mythische rivier de Styx en zijn gelijknamige godin                                |      | 20,16155                 | 1 : 3,16                                      | 0,00579       | 27                          | 2012            |
| II    | Nix      | Egyptische spelling van Nyx, godin van de nacht in de Griekse mythologie              |      | 24,85463                 | 1 : 3,89                                      | 0,00204       | 23,7                        | 2005            |
| IV    | Kerberos | Griekse spelling van Cerberus, de veelkoppige hond die de Griekse onderwereld bewaakt |      | 32,16756                 | 1 : 5,04                                      | 0,00328       | 26                          | 2011            |
| III   | Hydra    | De Hydra, de veelkoppige slang die de Griekse onderwereld bewaakt                     |      | 38,20177                 | 1 : 5,98                                      | 0,00586       | 23,3                        | 2005            |